# Saša Janić
Saša Janić (* 7. Mai 1975 in Ulm) ist ein ehemaliger deutsch-kroatischer Fußballspieler und heutiger -trainer.

## Karriere
Nach Stationen beim SSV Ulm 1846, den Amateuren des VfB Stuttgart, der SpVgg 07 Ludwigsburg und den Stuttgarter Kickers kam Janić 1996 zum SSV Reutlingen 05, der zu dieser Zeit in der Regionalliga Süd spielte. Bereits in der ersten Saison wurde er in Reutlingen zum Stammspieler und blieb dies auch in den Folgejahren. In der Saison 1999/2000 stieg Janić mit dem Club in die zweite Liga auf. Nach zwei starken Spielzeiten mit Reutlingen wechselte er 2002 zu Arminia Bielefeld in die erste Bundesliga.
Er brachte es dort aber genau so wenig zum Stammspieler wie danach (ab 2003) in Unterhaching und (ab 2004) beim FC Augsburg. Mit dem Start der Saison 2006/2007 schloss er sich wieder dem SSV Reutlingen an, wo er sofort wieder zu einem wichtigen Bestandteil der Mannschaft wurde und seinen Teil zum Klassenerhalt in der Regionalliga beitrug. Zur Saison 2008/09 wechselte Janić erneut zu den Stuttgarter Kickers, für die er in der neu gegründeten 3. Liga spielte. Nach dem Abstieg mit den Stuttgarter Kickers in die Regionalliga beendete er im Sommer 2009 seine Karriere.
Seit dem 17. März 2010 war Janić Co-Trainer bei den A-Junioren der Stuttgarter Kickers. 2013 wechselte er in die Jugendarbeit des Lokalkonkurrenten VfB Stuttgart, wo er insbesondere für die U10- und U11-Mannschaften als Cheftrainer zuständig ist.

## Stärken
Janić ist Linksfuß und wurde im linken Mittelfeld und als Linksverteidiger eingesetzt. Stark war er vor allem bei Dribblings über die Außenbahn und mit seinen Flanken als Vorbereiter.